# Elisabeth Christine von Braunschweig-Wolfenbüttel-Bevern

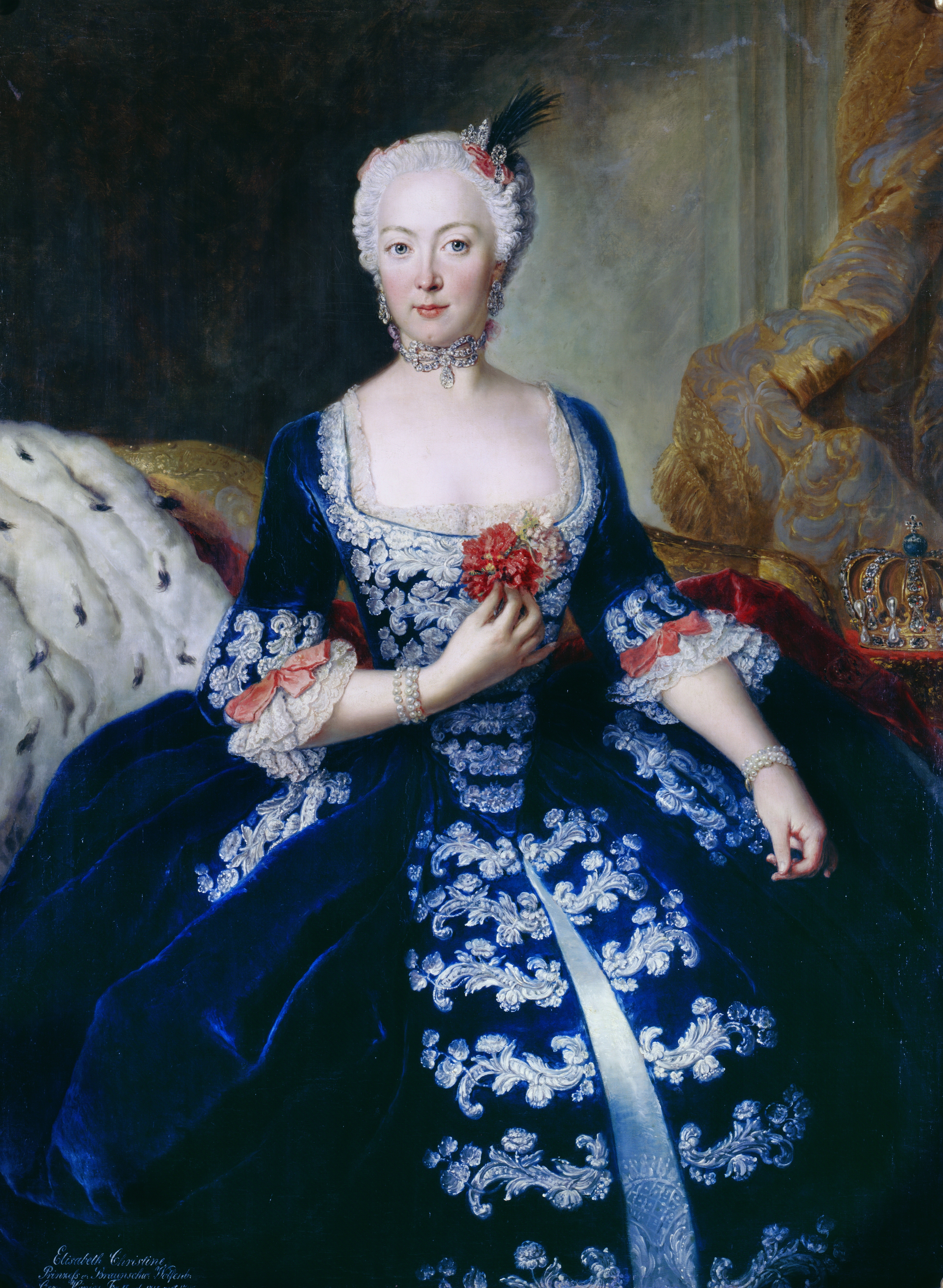
Elisabeth Christine Herzogin zu Braunschweig und Lüneburg, preußische Königin 1740–1786, auf einem Porträt von Antoine Pesne, um 1739

Elisabeth Christine von Braunschweig-Wolfenbüttel-Bevern, Königin von Preußen, (* 8. November 1715 in Wolfenbüttel; † 13. Januar 1797 in Berlin) war die Tochter des Herzogs Ferdinand Albrecht II. von Braunschweig-Wolfenbüttel und dessen Gemahlin Antoinette Amalie von Braunschweig-Wolfenbüttel. Sie war als Gemahlin Friedrichs II. Königin von Preußen.

## Leben

### Kronprinzessin

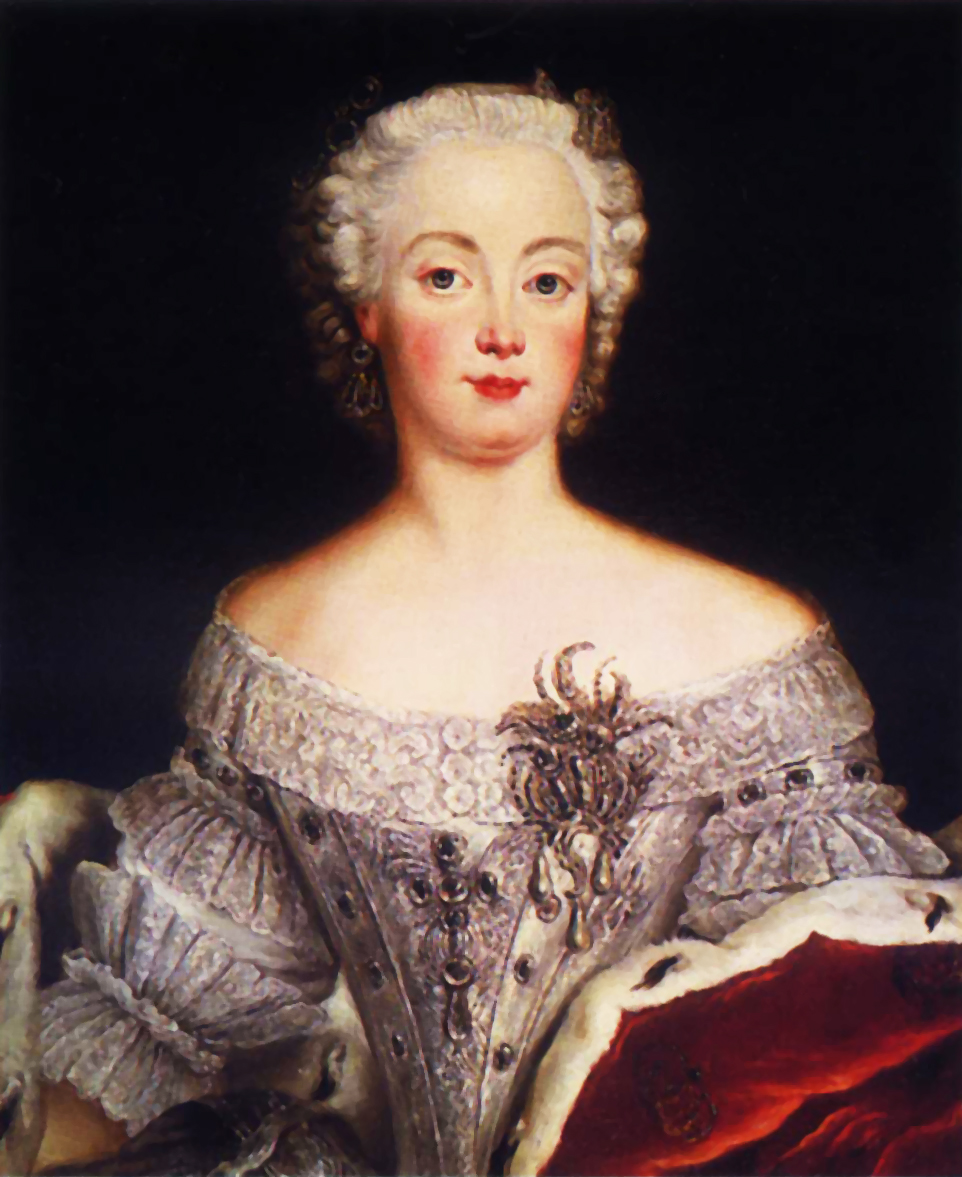
Prinzessin Elisabeth Christine von Braunschweig-Bevern, spätere Königin von Preußen

Am frühen Morgen des 8. November 1715 wurde Elisabeth geboren. Nach der Geburt von zwei Söhnen war sie das dritte Kind von Ferdinand Albrecht II. und seiner Frau. Elisabeth wurde im lutherischen Glauben unterrichtet.
Elisabeth Christine wurde am 10. März 1732 in Berlin mit dem Kronprinzen von Preußen, dem späteren König Friedrich II., verlobt. Die Heirat des Kronprinzen mit einer Nichte der Kaiserin Elisabeth Christine, der Mutter der präsumtiven Kaiserin Maria Theresia, war das Ergebnis der Bemühungen der „kaiserlichen Partei“ um den König Friedrich Wilhelm I., die in scharfem Gegensatz zur „englischen“ um die Königin Sophie Dorothea und den Kronprinzen Friedrich stand, die schon seit 1723 eine Verlobung mit der Nichte der Königin, Amelia von Großbritannien, anstrebten. Die Vermählung fand am 12. Juni 1733 im Schloss Salzdahlum statt. Im Ehevertrag vom 11. Juni 1733 wurde sowohl die finanzielle Ausstattung als auch die Zusammensetzung des Hofstaates der Kronprinzessin festgelegt. Bei den Hochzeitsfeierlichkeiten gab es Ballett, eine Pastorale, bei der der Kronprinz die Querflöte spielte, und Opern von Carl Heinrich Graun und Georg Friedrich Händel. Aller Wahrscheinlichkeit nach wurde die Ehe vollzogen, denn Friedrich äußert sich gegenüber Ernst Christoph von Manteuffel: „Sie ist hübsch und kann sich nicht beklagen, dass ich sie gar nicht liebe, kurz – ich weiß wirklich nicht woran es liegen mag, dass wir keine Kinder bekommen.“ Nach dem Tod seines Vaters 1740 lebte Friedrich von seiner Frau getrennt, das Paar blieb kinderlos. Dies wird darauf zurückgeführt, dass er möglicherweise wie sein Bruder Heinrich homosexuell war.
Bis zur Fertigstellung der Innenausstattung des Rheinsberger Schlosses im August 1736 lebte die Kronprinzessin in Berlin im 1732 von Philipp Gerlach umgebauten und erweiterten Kronprinzenpalais Unter den Linden. Friedrich hielt sich überwiegend bei seinem Regiment in Ruppin auf und erschien nur selten in Berlin. Am 21. August 1736 zog das Kronprinzenpaar nach Rheinsberg in das Schloss, das Friedrich Wilhelm seinem Sohn geschenkt hatte. In Rheinsberg verlebte Elisabeth Christine eine glückliche Zeit, wie sie voller Begeisterung an ihren Schwiegervater schrieb: „Der Rheinsberger Aufenthalt ist mir so angenehm wie er nur immer sein kann, bin ich doch vereint mit dem liebsten, das ich auf der Welt besitze.“ Auch mehr als 40 Jahre später schwärmte sie im Gespräch mit dem Grafen Mirabeau noch von der glücklichen Zeit, die sie in Rheinsberg verbracht hatte. In den Rheinsberger Jahren übte sich die Kronprinzessin unter Anleitung des Malers Antoine Pesne auch im Umgang mit Pinsel und Farbe.

### Preußische Königin
Die Regierung Friedrichs II. begann am 31. Mai 1740 mit dem Tod Friedrich Wilhelms I. Noch am Totenbett seines Vaters ordnete Friedrich an, dass Elisabeth Christine als regierende Königin hinter die nunmehr mit Königin Mutter anzuredende Sophie Dorothea zurückzutreten habe. Am Folgetag erhielt Elisabeth Christine seine schriftliche Anweisung, „der Königin“ ihre Aufwartung zu machen. Fortan erfüllte Elisabeth Christine die Pflichten einer preußischen Königin zunächst in eher zurückgesetzter Stellung. Der Umzug nach Berlin in das kronprinzliche Palais fand umgehend statt, und Mitte Juli bezog die Königin ihre neue Wohnung im Berliner Schloss, die größer als die des Königs war. Mit dem Elisabethsaal bildete diese Wohnung für 46 Jahre lang „das Herz des höfischen Alltags in Berlin“. Der König wies seiner Gattin Schloss Schönhausen bei Berlin als Sommerresidenz an. Hier verbrachte Elisabeth Christine in den kommenden Jahrzehnten mit wenigen, kriegsbedingten Ausnahmen, die Sommermonate von Anfang Juni bis Anfang September. Schloss Schönhausen, gedacht als Sommerresidenz, war nicht für einen ganzjährigen Aufenthalt geeignet. Es gab nur unzureichende Heizmöglichkeiten und für den Hofstaat der Königin von rund 80 Personen und ihre repräsentativen Verpflichtungen standen kaum ausreichende Räumlichkeiten zur Verfügung. Es ist bemerkenswert, dass Friedrich, nach dem Tode seiner Mutter im Jahre 1757, deren Schloss Monbijou nicht an Elisabeth Christine übergeben hat. Deutlich größer und repräsentativer als Schönhausen und nahe am Berliner Schloss in einem Park direkt an der Spree gelegen, bot es sich als passender Wohnort einer regierenden Königin an. Friedrich jedoch ließ das Gebäude überwiegend ungenutzt leer stehen, und erst sein Nachfolger Friedrich Wilhelm II. brachte es 1789 mit der Überlassung „zum Nießbrauch“ seiner Gemahlin Friederike Luise zu neuem Leben.
Anders als in der älteren Geschichtsschreibung dargestellt, haben neuere Forschungen ergeben, dass die Königin keineswegs von Friedrich nach Schönhausen in die Verbannung geschickt worden war. Die radikale räumliche Trennung des Paares ist vielmehr damit zu erklären, dass der König das ihm vom Vater aufgezwungene Eheleben nicht fortsetzen wollte. Elisabeth Christine stand als regierende Königin dem Rang nach nur protokollarisch über ihrer Schwiegermutter, doch blieb die Königin Mutter Sophie Dorothea bis zu ihrem Tod im Jahr 1757 das dominierende weibliche Mitglied der königlichen Familie. In diesen Jahren nahm die Königin bereits Repräsentationsaufgaben wahr, jedoch absolvierte die Mutter Friedrichs II. zum Beispiel im Jahr 1755 mit 120 Veranstaltungen den Löwenanteil an Repräsentationsaufgaben. Andererseits wurde das Hofprotokoll beachtet, nach dem bei offiziellen Anlässen der Wagen der Königin direkt hinter dem des Königs herfuhr, gefolgt von der Kutsche der Königinmutter. Denn Friedrich legte trotz gegenteiliger, ironischer Äußerungen großen Wert auf die Einhaltung von Rang und Etikette.
Nach dem Tode ihrer Schwiegermutter übernahm Elisabeth Christine 1757 auch faktisch die Rolle der ersten Dame im Staate, und nach dem Frieden von Hubertusburg 1763 stieg die Zahl ihrer öffentlichen Auftritte rapide an und blieb auf einem hohen Niveau, während die Zahl der Auftritte des Königs tendenziell abnahm und er sich in seinen letzten Lebensjahren fast gar keinen Repräsentationsaufgaben mehr widmete.
In den Sommermonaten veranstaltete die Königin regelmäßig zweimal wöchentlich Courtage in Schönhausen, das restliche Jahr über in den weitläufigen Repräsentationsräumen in ihrer Wohnung im Stadtschloss.
Neben den Couren standen große Diners, Bälle, Opernaufführungen, Gesandtschaftsempfänge und Familienfeiern der Mitglieder des königlichen Hauses (Geburtstage, Taufen, Hochzeiten) auf ihrem Programm.

### Der König auf Distanz
Königin Elisabeth Christine war in ihren Entscheidungen, an Familienfeiern oder staatspolitischen Ereignissen teilzunehmen, nicht frei. Sie war, wie auch alle anderen Mitglieder der königlichen Familie, grundsätzlich auf die Erlaubnis des Königs angewiesen. Im Allgemeinen lud der König sie nicht zu Veranstaltungen außerhalb Berlins ein, die z. B. an seinen Wohnsitzen in Potsdam stattfanden. Zur Einweihung des neuen Flügels am Schloss Charlottenburg im Sommer 1746 erhielt sie ebenso wenig eine Einladung wie zu einem großen Fest, das der König im August 1749 seiner Mutter zu Ehren in Sanssouci gab. Nervenaufreibend für die Königin und ihre Schwester Luise Amalie, die Prinzessin von Preußen, war sicher auch das Warten auf eine Einladung zur Verlobungsfeier von Kronprinz Friedrich Wilhelm im Juli 1764. Im doppelten Sinne handelte es sich für die beiden Frauen um ein wichtiges Familienereignis, war die Braut doch Elisabeth Christine Ulrike von Braunschweig-Wolfenbüttel, Nichte von Königin Elisabeth Christine und Luise Amalie, der Mutter des Bräutigams. Erst im letzten Moment ließ der König die Damen wissen, dass sie an der Zeremonie im Schloss Charlottenburg teilnehmen sollten. An der Hochzeitsfeier im Jahr darauf nahmen dann sowohl die Königin als auch Prinzessin Luise Amalie teil und Graf Lehndorff teilte in seinem Tagebuch mit: „Die Königin flattert herum und schreit unbarmherzig, wiewohl sie nichts zu sagen hat.“ Als die jüngste Schwester der Königin, Juliane Marie, im Jahre 1752 in Braunschweig den dänischen König Friedrich V. heiratete, fragte Elisabeth Christine ihren Ehemann nicht einmal um seine Erlaubnis, an der Hochzeit teilnehmen zu dürfen, und blieb in Berlin.

### Doppelte Hofhaltung

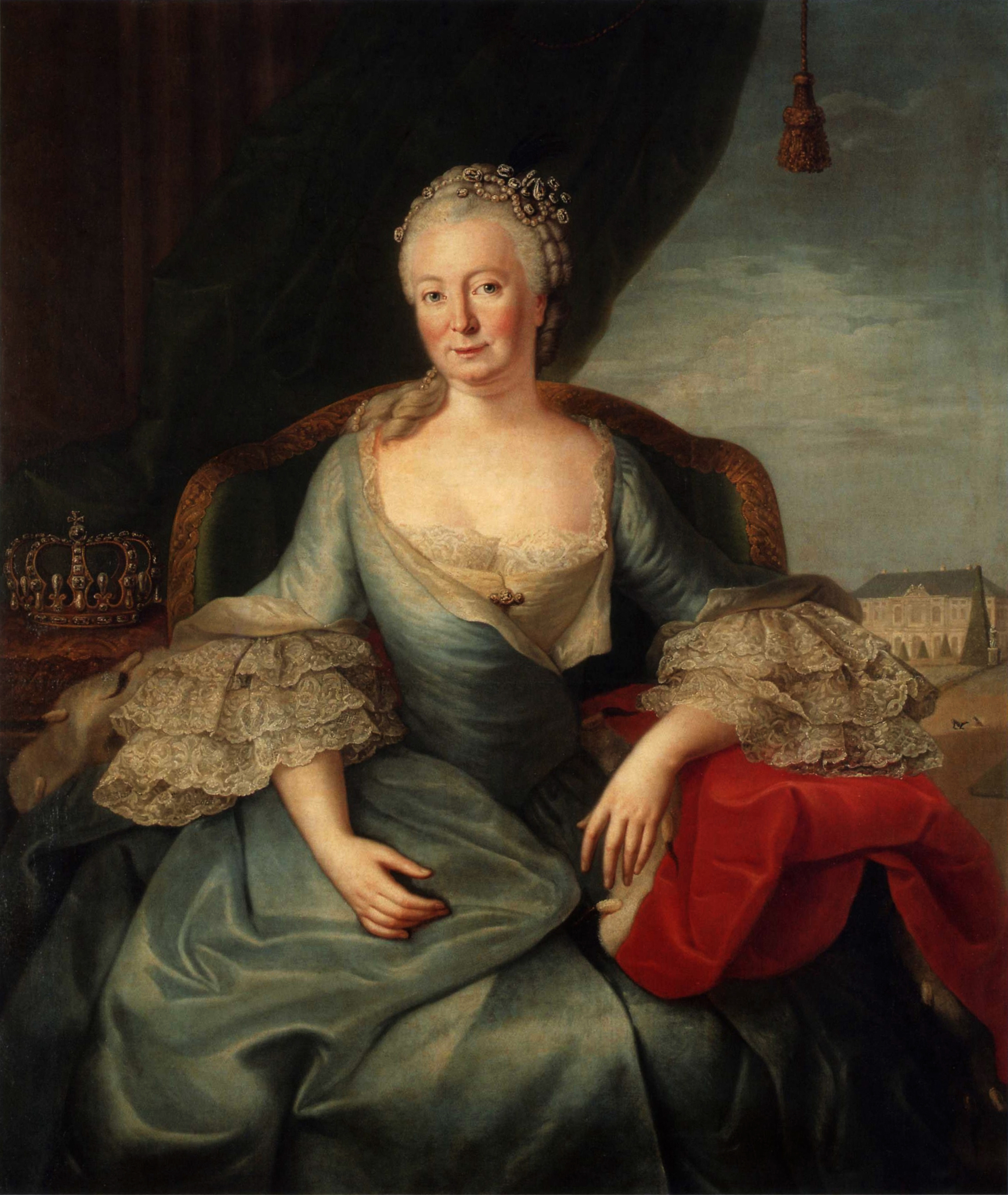
Die Königin vor Schloss Schönhausen (Porträt von Frédéric Reclam, nach 1764)

Die Thronbesteigung Friedrichs leitete die doppelte Hofhaltung ein, die charakteristisch für die gesamte Regierungszeit Friedrichs II. sein sollte. Hatte Elisabeth Christine als Kronprinzessin noch befürchtet, Friedrich würde sich nach seiner Thronbesteigung von ihr scheiden lassen, so band der König sie danach umgehend in sein Herrschaftssystem mit ein. Ihr übertrug er den Großteil der zeremoniell-repräsentativen, immer wiederkehrenden Routineverpflichtungen. Friedrich instrumentalisierte die Königin, wie auch andere Familienmitglieder, für seine dynastische Herrschaft und machte sich die Angehörigen der königlichen Familie auf diese Weise zu Nutzen. Mit dieser Aufgabenteilung nahm der König aber auch in Kauf, „dass es in Preußen unter Friedrich dem Großen keinen Hof im Sinne eines permanenten, politisch bedeutsamen ‚Point of Contact‘ gegeben hat.“ Dem höfischen Leben fehlte der König als konstituierender Mittelpunkt des Hofstaates. Der König entzog sich den umfangreichen Repräsentationsaufgaben im Laufe seines Lebens mehr und mehr. Sein Rückzug vom konventionellen Hofleben war zunächst bedingt durch die Abwesenheit des kriegführenden Monarchen und später, nach dem Frieden von Hubertusburg 1763, sein konsequenter Rückzug nach Potsdam als „roi philosophe“. Elisabeth Christine repräsentierte in Berlin das Königshaus und die Dynastie und übte hier die „öffentlich-zeremoniellen“ Pflichten aus. Aus den genannten Gründen muss auch die Aussage Theodor Schieders: „[…] der faktische Ausschluß Elisabeth Christines vom königlichen Hof und ihre Verbannung nach Schönhausen machten aus dem preußischen Hof einen Hof ohne Königin […]“ dahingehend revidiert werden, dass dem Hof eher der König als die Königin fehlte.
Das ambivalente Verhältnis zwischen den Ehegatten zeigte sich zum einen durch die Bewunderung, die die Königin ihrem Gatten in Briefen und überlieferten Äußerungen entgegenbrachte, und zum anderen in der Hintansetzung, ja Demütigung, mit der der König sie bedachte. Dabei sorgte sich Friedrich durchaus um das Wohlergehen seiner Frau, wie eine Order an seinen Leibarzt verrät: „Ich empfehle Ihnen die Königin ohne Aufschub zu besuchen und sich mit den beiden anderen Ärzten von Berlin zu verbinden. Denken Sie daran, dass es sich um die teuerste und notwendigste Person für den Staat, für die Armen und für mich handelt“. Und auch kostbare Geschenke z. B. in Form von wertvollem Schmuck machte der König seiner Gemahlin.

### Der Siebenjährige Krieg
Während des Siebenjährigen Krieges besetzte der österreichische General Hadik am 16. Oktober 1757 Berlin und die Königin flüchtete mit ihrem Hofstaat in die Festung Spandau, von wo sie, nach Abzug der Österreicher, am 18. Oktober nach Berlin zurückkehrte. Auf Befehl des Königs flüchtete die Königin bereits am 23. Oktober mit dem Hofstaat erneut, dieses Mal in die Festungsstadt Magdeburg. Die Flüchtlinge trafen dort am 28. Oktober ein. Auf dem Weg dorthin passierte der Hof auch Potsdam und die Königin sah zum ersten Mal in ihrem Leben das Potsdamer Stadtschloss. Am 5. Januar 1758 konnte sie nach Berlin zurückkehren, doch schon zwei Jahre später musste sie die Stadt erneut Richtung Magdeburg verlassen, als die Russen Berlin besetzten und Schloss Schönhausen plünderten. In der Zeit vom 26. November 1759 bis zum 18. März 1760 konnte der Hof wieder in Berlin residieren. Mit dem Heranrücken russischer Truppen auf Berlin war eine erneute Flucht nach Magdeburg unumgänglich. In Magdeburg ging das Hofleben mit Cour, Empfängen, Festen usw. weiter wie in Berlin. Drei Jahre vergingen bis zum Frieden und der endgültigen Heimkehr nach Berlin. Der König schrieb seiner Gemahlin dazu Anfang Februar 1763 nach Magdeburg, „sie sei Herrin ihrer Entschlüsse, wenn sie nach Berlin abreisen wolle.“ Die Königin reiste umgehend von Magdeburg ab und erreichte, feierlich empfangen von der Bürgerschaft und dem Adel, am 16. Februar Berlin. Am 30. März endlich trafen die Eheleute nach fast siebenjähriger Trennung wieder zusammen. Der König begab sich in die Räume der Königin, nachdem er seine Brüder Prinz Heinrich und Prinz Ferdinand sowie die wartenden Diplomaten begrüßt hatte. Den Aufzeichnungen des Grafen Lehndorff zufolge richtete Friedrich nur den einen Satz an die Königin: „Madame sind korpulenter geworden.“ und wandte sich dann seinen wartenden Schwestern zu.

### Letzte Jahre und Tod

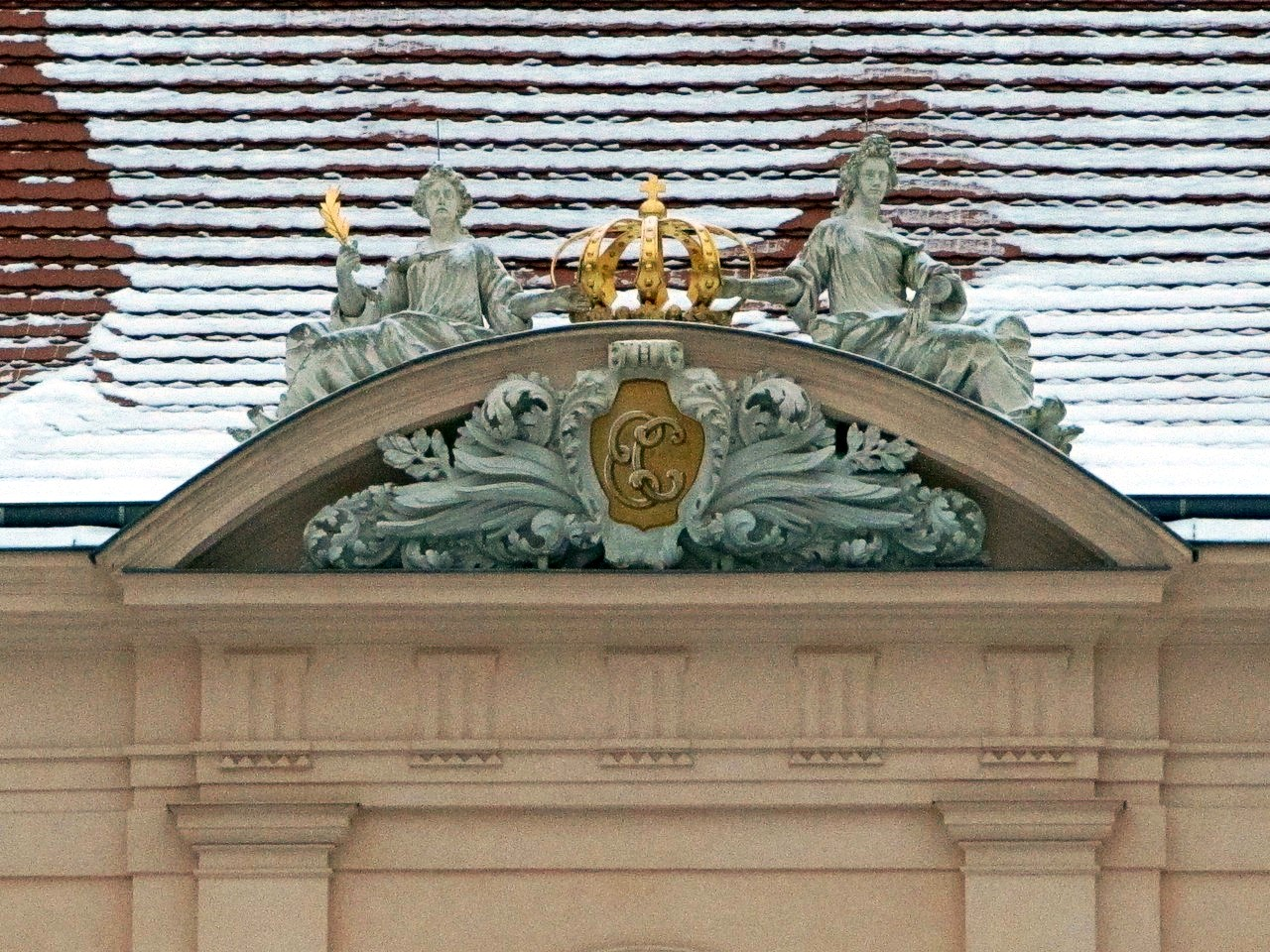
Initialen „EC“ am Schloss Schönhausen, 2009

Nach den Verwüstungen durch die Besatzungstruppen, die auch Schloss Schönhausen nicht verschont hatten, baute die Königin ihre Residenz vergrößert wieder auf, beschäftigte sich viel mit Literatur und verfasste auch einige moralische Schriften in französischer Sprache. Das Fest der goldenen Hochzeit im Juni 1783 wurde nicht offiziell gefeiert und das königliche Ehepaar traf zu diesem Ereignis auch nicht im Familienkreis zusammen.
Todesfälle in der weiteren und engeren Familie bildeten die herausragenden Ereignisse der letzten Jahre der Königin. Besonders erschütterte sie der Tod ihrer Schwester Luise Amalie, der verwitweten Prinzessin von Preußen, am 13. Januar 1780. Die Schwestern hatten, nicht zuletzt wegen ihrer ähnlichen Schicksale als ungeliebte Ehefrauen, ein sehr enges Verhältnis zueinander.
König Friedrich II. und seine Gemahlin trafen das letzte Mal am 18. Januar 1785 in Berlin aus Anlass der Geburtstagsfeier für den Prinzen Heinrich persönlich zusammen. Vom Tode ihres Gemahls erfuhr Elisabeth Christine noch an seinem Todestag, dem 17. August 1786. In seinem Testament von 1769, das bereits als Ausdruck des Respekts und der Anerkennung ihrer „Treue und tadelloser Haltung“ gewertet werden kann, hatte Friedrich eine Erhöhung der finanziellen und sachlichen Einkünfte der Königin angeordnet sowie seinen Nachfolger gebeten, seiner Witwe eine angemessene Wohnung im Stadtschloss einzuräumen. Friedrich Wilhelm II. überließ seiner Tante auch das Schloss Schönhausen zur weiteren Nutzung.
Ihre Verpflichtungen als regierende Königin, denen Elisabeth Christine in steter Loyalität zu ihrem Gemahl 46 Jahre lang nachgekommen war, gingen an die neue Königin über. Elisabeth Christine zog sich jedoch nicht ganz aus dem öffentlich-repräsentativen Leben zurück, sondern nahm auch weiterhin Aufgaben wahr. Der neue König besuchte seine Tante häufig und hatte ein vertrautes Verhältnis zu ihr.
Elisabeth Christine starb 1797 im Berliner Schloss. Sie wurde im zweiten Berliner Dom beigesetzt und 1905 in die Gruft des dritten Doms umgebettet.
Ihren Sarg zerstörte 1944 ein Luftangriff, bei dem die Laterne der Domkuppel brennend in den Kirchenraum herabstürzte und die Gruftdecke durchbrach. Elisabeth Christines Überreste galten danach bis 2017 als verbrannt. Bei Restaurierungsarbeiten wurde 2017 in einem vermeintlich leeren Sarg in der Gruft ein kleiner Zinksarg mit Knochenresten gefunden. Es wird vermutet, dass der Zinksarg aus dem Jahr 1944 oder 1945 ist und in ihm Knochen gesammelt wurden, die 1945 nicht mehr zugeordnet werden konnten. Experten meinen, dass es sich dabei auch um die Überreste von Königin Elisabeth Christine handeln könnte.
Ein von Antoine Pesne gemaltes Porträt hängt im Schloss Charlottenburg.

## Werk
Besonders die Lektüre von Erbauungsbüchern führte dazu, dass die Königin auch selbst literarisch produktiv wurde. In erster Linie übersetzte sie zu ihrer Zeit populäre deutsche Erbauungsschriften und Predigten ins Französische. Zudem verfasste sie ein selbstständiges kurzes Werk unter dem Titel Gedanken und Betrachtungen zum Neuen Jahre (1777), über die Fürsorge, welche Gott gegen die Menschen hat und über seine Wege voller Güte auf denen er sie führt. Auch dieses Werk liegt in einer französischen Übersetzung vor. Die literarische Produktivität der Königin wird stellenweise so gedeutet, als dass sie „in Wissenschaft und Kunst Ersatz für die Liebe ihres Gemahles […] suchte“.
Auch nach dem Tod des Königs 1786 setzte sie ihre schriftstellerische Tätigkeit in ihrem Witwenstand fort. So ließ sie im Jahr 1788 den zweiten Teil des Handbuchs der Religion von Johann August Hermes in französischer Übersetzung drucken. 1789 übersetzte sie die geistlichen Oden und Lieder von Christian Fürchtegott Gellert unter dem Titel Hymnes et odes sacrees de C. F. Gellert.
Insgesamt sind 14 Werke der Königin bekannt, wovon sich keines in der Bibliothek ihres Gemahls befand. Eine Aufzählung der Werke findet sich in Woods/Fürstenwald.

## Ehrungen
Die Berliner Elisabeth-Christinen-Grundschule ist nach ihr benannt. In Niederschönhausen im Berliner Bezirk Pankow ist die Elisabeth-Christinen-Straße nach ihr benannt.